# Alain Gilles Trophy
Alain Gilles Trophy – nagroda przyznawana corocznie od sezonu 2014/2015 najlepszemu francuskiemu koszykarzowi lub koszykarce bez względu na klub i kraj, w którym występują. Nagroda nosi imię Alaina Gillesa, który jest uznawany za jednego z najlepszych francuskich koszykarzy w historii tej dyscypliny. Laureata wybiera kapituła złożona z członków Francuskiej Federacji Koszykówki (fr. Fédération française de basket-ball – FFBB), weteranów męskiej i żeńskiej kadry Francji oraz francuskich dziennikarzy sportowych.

## Laureaci

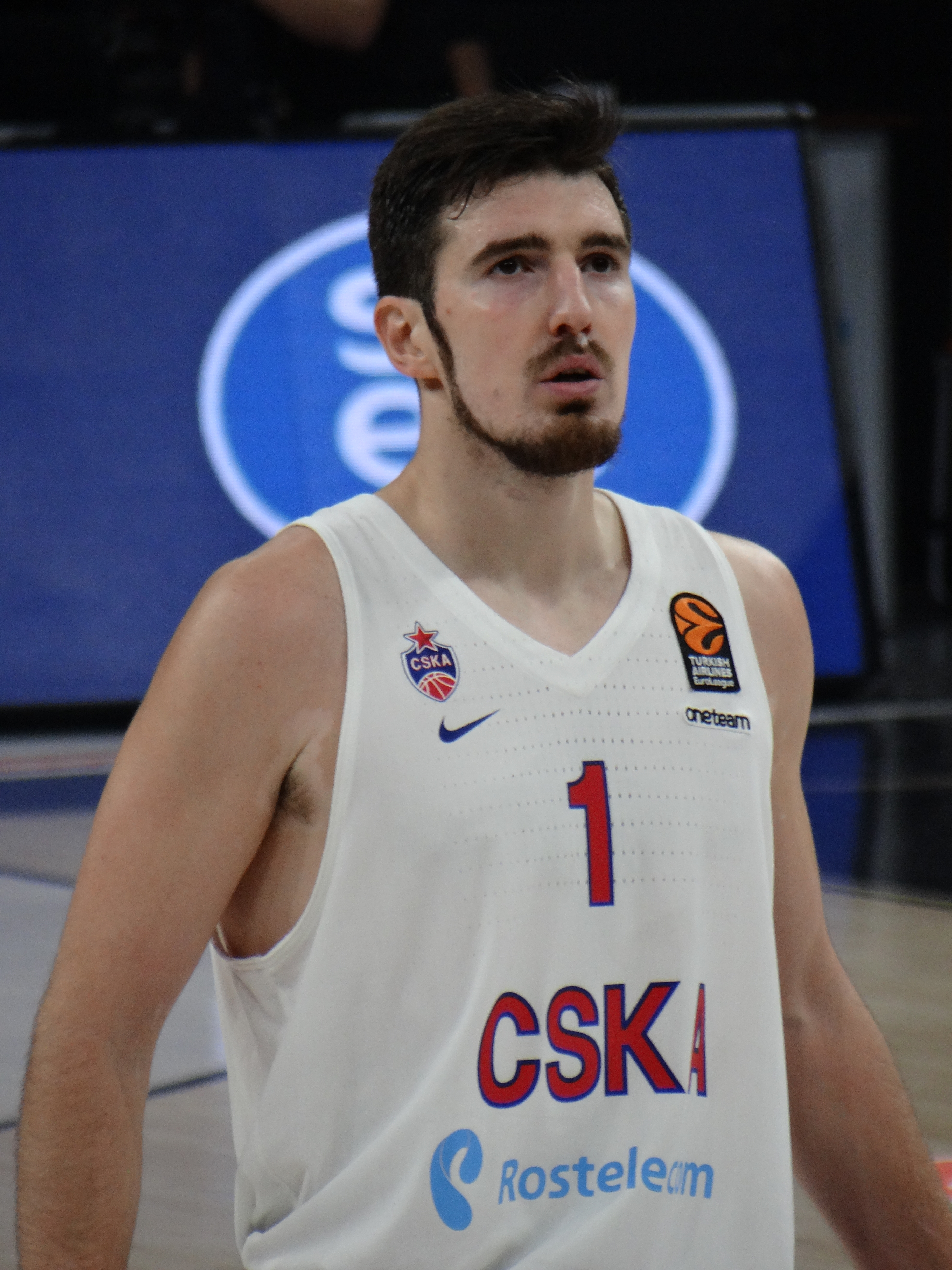
Nando De Colo zdobył pierwszą nagrodę Alaina Gillesa

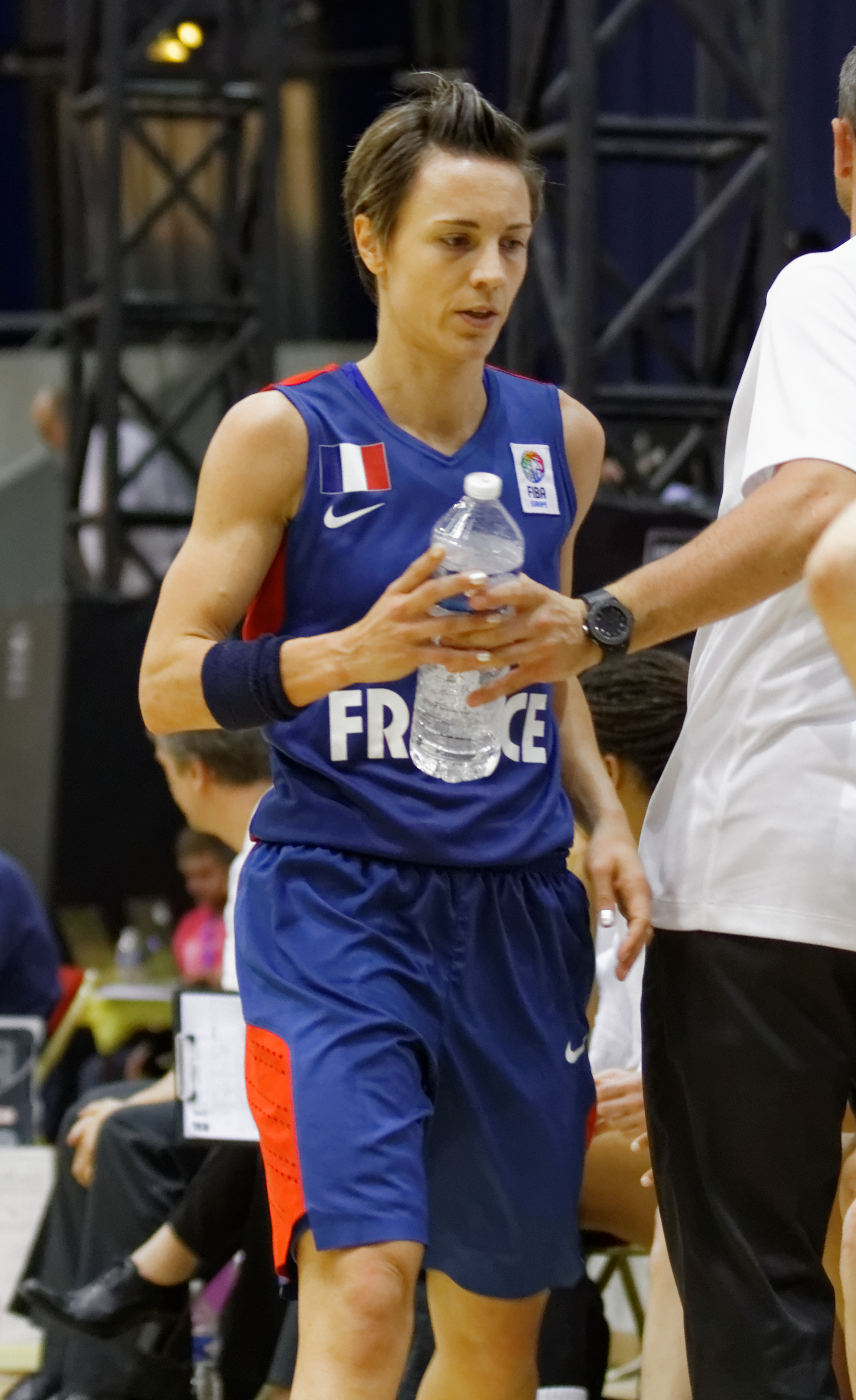
Céline Dumerc została pierwszą w historii kobietą, która uzyskała nagrodę

| Zawodnik/zawodniczka (X) | cyfra przy nazwisku zawodnika/zawodniczki oznacza kolejną nagrodę przyznaną temu samemu zawodnikowi/zawodniczce |

| Sezon   | Zawodnik          | Poz. | Zespół               | Przy.       |
| ------- | ----------------- | ---- | -------------------- | ----------- |
| 2014–15 | Nando De Colo     | SG   | CSKA Moskwa          | [ 1 ]       |
| 2015–16 | Nando De Colo (2) | SG   | CSKA Moskwa          | [ 2 ]       |
| 2016–17 | Céline Dumerc     | PG   | Landes               | [ 3 ]       |
| 2017–18 | Fabien Causeur    | SG   | Real Madryt          | [ 4 ]       |
| 2018–19 | Rudy Gobert       | C    | Utah Jazz            | [ 5 ] [ 2 ] |
| 2020–21 | Nicolas Batum     | F    | Los Angeles Clippers | [ 6 ]       |